# Держава греческой работы

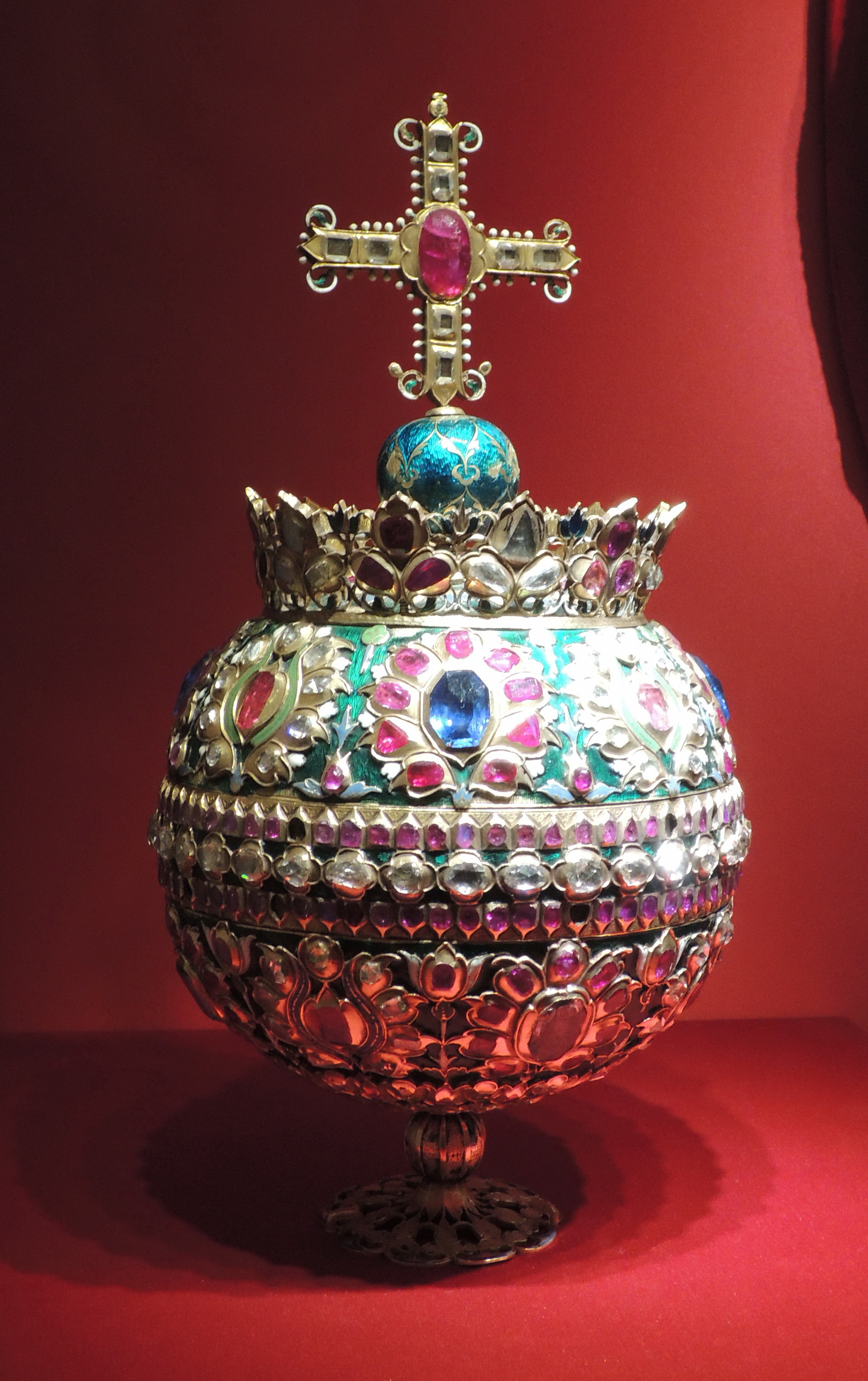
Держава царя Алексея Михайловича царьградского дела

Держава греческой работы, Держава Второго наряда, Держава Алексея Михайловича, Держава царя Алексея Михайловича царьградского дела, Яблоко великодержавное греческого дела — одна из царских регалий, которая хранится в собрании Оружейной палаты Московского кремля (инв. Р-16).

## История
Держава, как и парный к ней скипетр и некоторые другие из регалий Алексея Михайловича, были сделаны в Стамбуле. Относительно данной работы каталог музея указывает, что она была создана в Стамбуле, в 1660—1662 годах, вместе с бармами греческой работы.
«Исключительная роскошь её художественной отделки, характер орнаментальных мотивов и оформления драгоценных камней, тактичное использование эмали выдают в этом памятнике руку первоклассного стамбульского мастера, скорее всего придворного ювелира (…) Согласно архивным документам, держава, как и бармы, выполнялась по „образцу“, подготовленному в кремлёвских мастерских. Скорей всего, образец определял лишь её форму. Орнаментальное же оформление, очевидно, целиком выполненное по замыслу её создателей, носит явно восточный характер». Возможно, они были сделаны в греческих мастерских Стамбула.
В Москву державу, вместе с бармами-«диадемой», привез стамбульский житель Иван Юрьев в 1662 г. За державу этот мастер ювелирного дела получил 7917 рублей комиссионных. Иван Юрьев остался работать в Оружейной палате. Сохранились образцы драгоценной посуды, сделанной им во времена Алексея Михайловича.

## Описание
Высота — 29,2 см, длина окружности — 48,5 см, диаметр основания — 6,1 см.
Держава имеет вид шара на прорезной поставке. На вершине, на маленьком шарике — процветший крест. Держава является разборной — крест, который её венчает, и постамент могут отвинчиваться. На верхнюю часть державы надета диадема с 10-ю фигурными зубчиками. Посередине державы проходят три пояса — средний из алмазов, боковые из мелких турмалинов. В верхней её части 8 узоров из камешков, напоминающих цветы, в нижней — 6.
Держава обильно украшена эмалями. Она содержит 3,5 фунта золота, и в общем украшена 179 алмазами и 340 другими драгоценными камнями.